# الماسورا
الماسورا (به اسپانیایی: Almassora) یک شهرستان در اسپانیا است که در Plana Alta واقع شده‌است.

## خصوصیات
الماسورا ۳۳ کیلومترمربع مساحت و ۲۳٬۸۹۱ نفر جمعیت دارد و ۳۱ متر بالاتر از سطح دریا واقع شده‌است.